# Peking Duk
I Peking Duk sono un duo musicale di DJ e produttori discografici australiani. Attivi dal 2010, nella loro carriera hanno ottenuto varie certificazioni platino e oro in Australia, arrivando a picchi di certificazioni 5xplatino con il singolo Stranger e con l'EP Replisal. Hanno inoltre vinto 2 ARIA Music Awards e 3 APRA Awards.

## Storia del gruppo
Adam Hyde e Reuben Styles sono attivi come DJ insieme a Mike Axiak a partire dal 2007, anno in cui iniziano ad esibirsi localmente presso un ristorante chiamato "Samantha Kitchen". Axiak lascia il gruppo nel 2010, anno in cui Hyde e Styles acquisiscono lo pseudonimo di Peking Duk e continuano a lavorare insieme. Il duo inizia a pubblicare singoli a partire dal 2011, tuttavia ottiene rilevanza per la prima volta nel 2014 grazie al singolo High, collaborazione con Nicole Millar pubblicata via Vicious Vinyl. Il brano raggiunge la quinta posizione nella classifica australiana e 4 dischi di platino, permettendo al gruppo di stringere accordi commerciali anche l'etichetta statunitense RCA Records. Il brano vince inoltre un ARIA Music Award nella categoria Best Dance Release.
Il successivo singolo Take Me Over, in collaborazione con SAFIA, raggiunge la posizione 6 nella classifica australiana e viene certificato 3 volte platino. Nel 2015 pubblicano il loro primo EP Songs to Sweat To, che include i due singoli precedenti e da cui viene estratto un terzo brano, Say My Name, che viene certificato platino in Australia. Si esibiscono inoltre durante il festival musicale Lollapalooza. Nel 2016 collaborano con la cantante svedese Elliphant nel singolo Stranger, ottenendo così il loro più grande successo commerciale grazie a 5 dischi di platino e un posizionamento in top 5 in patria e vincendo il prestigioso premio di "canzone dell'anno" agli ARIA Music Awards 2017.
Nel 2017 collaborano con AlunaGeorge e Icona Pop, rispettivamente nei singoli Fake Magic e Let You Down; i due brani ottengono complessivamente 5 dischi di platino. Nel maggio 2018 pubblicano Reprisal, un "visual EP" supportato dunque da un progetto visivo che racchiude tutte le sue tracce. Il progetto raggiunge la dodicesima posizione nella classifica album australiana e ottiene 5 dischi di platino. Negli anni successivi continuano a pubblicare diversi singoli, ottenendo la certificazione platino in Australia con i brani Wasted e Sugar.

## Formazione
- Adam Hyde (2010-presente)
- Reuben Styles (2010-presente)

## Discografia

### EP
- 2015 – Songs to Sweat to
- 2018 – Reprisal

### Singoli
- 2011 – Bingo Trippin
- 2011 – Welcome (feat. Stef K.)
- 2012 – I Love to Rap
- 2012 – The Way You Are
- 2013 – You Are Like Nobody Else (con Swanky Tunes feat. James McNally)
- 2013 – Feels Like
- 2014 – Mufasa (con Laidback Luke)
- 2014 – High (feat. Nicole Millar)
- 2014 – Take Me Over (feat. SAFIA)
- 2015 – Say My Name (feat.  Benjamin Joseph)
- 2016 – Stranger (feat. Elliphant)
- 2017 – Fake Magic (feat. AlunaGeorge)
- 2017 – Let You Know (feat. Icona Pop)
- 2018 – Wasted
- 2018 – Fire
- 2019 – Suger (feat. Jack River)
- 2019 – Ur Eyez (feat. Al Wright)
- 2020 – Move (feat.  Alisa Xayalith)
- 2020 – Nothing to Love About Love (feat. The Wombats)
- 2020 – Lil Bit (feat. Tommy Trash)
- 2021 – Chemicals
- 2022 – Honest (feat. Slayyyter)